# لنگریش، وستفالن
شهر لنگریش، وستفالن (به آلمانی: Lengerich, Westphalia) در ایالت نوردراین-وستفالن در کشور آلمان واقع شده‌است.